# Chrysis arrestans
Chrysis arrestans es una especie de avispa del género Chrysis, familia Chrysididae. Fue descrita por Nurse en 1903. Se encuentra en India.